# M1918 BAR
M1918 BAR (M1918 Browning Automatic Rifle)  je ameriška avtomatska puška iz prve in druge svetovne vojne. Razvil jo je John Browning leta 1917, naslednje leto pa so jo že začele uporabljati ameriške čete, ki so se borile v Evropi. Po vojni je puška doživela številne predelave in izboljšave. V dvajsetih in tridesetih letih so jo poleg vojske ZDA začele uporabljati še vojske Poljske, Belgije in Švedske, izdelana pa je bila tudi različica za civilni trg. Največji uspeh je orožje pokazalo med drugo svetovno vojno, ko se je izkazalo na številnih bojiščih po vsem svetu. Po drugi svetovni vojni jo je ameriška vojska uporabljala še v korejski in vietnamski vojni nato pa jo je v šestdesetih letih dvajsetega stoletja umaknila iz uporabe. Zadnji primerki tega orožja pa so bili v vojaški uporabi še v devetdesetih letih dvajsetega stoletja. 
M1918 je zasnovana kot avtomatska puška, ki omogoča posamično in rafalno streljanje s kadenco od 500 do 650 nabojev/minuto. Deluje na principu odvoda smodniških plinov in odprtega zaklepa. V osnovi je bila izdelana v kalibru 7,62 mm ker pa je orožje uporabljalo več držav so jo izdelovali tudi v kalibrih: 7,92, 7,65, 7, 6,5, 7,7 in 7,62 mm. Dolžina orožja je znašala 1,194 mm teža pa od 7,25 kg do 9,0 kg, odvisno od verzije orožja. Z njim je bilo mogoče učinkovito delovati na sovražnika oddaljenega do 1.300 m, maksimalni doseg orožja pa je znašal 4.500 m.   
Puško so nehali izdelovati sredi petdesetih let dvajsetega stoletja. Do takrat so izdelali več kot 100.000 kosov tega orožja v več kot petnajstih različicah. Zaradi svojega zanesljivosti in učinkovitosti je bila ena najboljših avtomatskih pušk druge svetovne vojne zato so jo uporabljale številne veje ameriške vojske. Njeni edini večji slabosti sta bili majhna kapaciteta okvirja, v katerega je lahko šlo le dvajset nabojev in cev, ki je ob pregretju ni bilo mogoče zamenjati.

## Uporabniki
- Avstrija
- Belgija
- Bolivija
- Brazilija
- Čile
- Kitajska
- Kolumbija
- Kuba
- Egipt
- Etiopija
- Finska
- Grčija
- Haiti
- Izrael
- Tretji rajh: Zaplenjene poljske puške.
- Norveška
- Filipini
- Poljska
- Salvador
- Južna Koreja
- Južni Vietnam
- Sovjetska zveza: Zaplenjene poljske puške.
- Švedska
- Tajska
- Turčija
- Velika Britanija
- Združene države Amerike
- Browing (levo) prikazuje model m1918 Zahodna Nemčija